# 公共教育部 (意大利)
公共教育部（義大利語： Ministero dell'Istruzione e del Merito, 簡稱MEM) 是意大利的一個政府机构，該機構主要負責該國的国家教育系统事務。該部曾多次與其他部門合併，不過在1861-1929、1944-2001、2006-2008、2020-期間單獨設立。